# Червонка (Житомирская область)
Червонка (укр. Червонка) — село на Украине, основано в 1812 году, находится в Овручском районе Житомирской области.
Код КОАТУУ — 1824287709. Население по переписи 2001 года составляет 55 человек. Почтовый индекс — 11105. Телефонный код — 4148. Занимает площадь 0,66 км².

## Адрес местного совета
11105, Житомирская область, Овручский р-н, с.Усово